# Santiago García
Santiago García (Rosario, 1988. július 8. –) argentin labdarúgó, a perui Alianza Lima hátvédje. Rendelkezik spanyol állampolgársággal is.